# 魯什維爾 (伊利諾伊州)
魯什維爾（英語：Rushville）是一個位於美國伊利諾伊州斯凱勒縣的城市。根據2010年美國人口普查，該地共人口3192人，而該地的面積約為4.28平方千米。同時該地也是斯凱勒縣的縣治。

## 地理
魯什維爾的座標為40°07′16″N 90°33′47″W / 40.12111°N 90.56306°W，而該地的平均海拔高度為205米（即673英尺）。